# Heinrich Sauer (Politiker)

Heinrich Sauer

Heinrich Sauer (* 21. April 1905 in Grotenburg bei Detmold; † 12. Februar 1966 in Detmold) war ein deutscher Politiker (NSDAP).

## Leben und Wirken
Nach dem Besuch der Oberrealschule Leopoldinum und dem Erwerb der Obersekundareife wurde Heinrich Sauer in Detmold zum Bankkaufmann ausgebildet. Anschließend fungierte er bis 1932 als Geschäftsführer des Hotels „Kaiserhof“ in Detmold. Das Hotel gehörte seinem Vater, dem gleichnamigen Gastwirt Heinrich Sauer.
1923 trat Sauer in die NSDAP ein, der er sich nach ihrem vorübergehenden Verbot 1925 erneut anschloss. 1932 übernahm er sein erstes öffentliches Amt, als er Stadtverordneter in Detmold wurde. Bei der Landtagswahl in Lippe 1933, die in seinem Hotel vorbereitet wurde, erhielt Sauer ein Mandat.
Sauer kandidierte bei der Reichstagswahl am 29. März 1936 als Kaufmann und NSKK-Brigadeführer für die NSDAP, zog aber damals nicht in den nationalsozialistischen Reichstag ein.
1938 wurde Sauer außerdem Mitglied des Volksgerichtshofes und von April 1938 bis zum Ende der NS-Herrschaft im Frühjahr 1945 saß er zudem als Abgeordneter im nationalsozialistischen Reichstag, in dem er den Wahlkreis 6 (Pommern) vertrat.
Seit dem 11. April 1938 hatte Sauer zudem die Führung der Motor-Obergruppe Mitte inne. Ab August 1942 war er Führer der Motor-Obergruppe Nordost. Im NSKK erreichte er den Rang Obergruppenführers.
Nach Ausbruch des Zweiten Weltkrieges leistete er bis 1942 Militärdienst.
Rund ein Jahr nach Sauers Tod, am 23. Januar 1967, wurde in Detmold die „Heinrich-Sauer-Gedächtnisstiftung“ gegründet. Dass der Name an einen führenden NS-Funktionär erinnert, hielt die Bezirksregierung Detmold nicht von der Anerkennung der Stiftung ab. Sie existiert bis heute – heißt nun allerdings Kinder- und Jugendstiftung Lippe – und bezieht Einnahmen aus der Verpachtung des früheren Hotels „Kaiserhof“.